# Adil Auassar
Adil Auassar (Dordrecht, 6 ottobre 1986) è un ex calciatore olandese, di ruolo difensore o centrocampista.

## Carriera
Ha giocato in Eredivisie con VVV-Venlo, Feyenoord, RKC Waalwijk ed Excelsior.

## Palmarès

### Giocatore

#### Competizioni nazionali
- Eerste Divisie: 1

VVV-Venlo: 2008-2009